# Peperomia schlechteri
Peperomia schlechteri är en pepparväxtart som beskrevs av Carl Karl Adolf Georg Lauterbach. Peperomia schlechteri ingår i släktet peperomior, och familjen pepparväxter. Inga underarter finns listade i Catalogue of Life.